# Rafał Mazur
Rafał Mazur (Krakau, 17 juni 1971) is een Poolse basgitarist.

## Biografie
Mazur begon op de cello, eind jaren 80 stapte hij over op de basgitaar. Sinds 2000 speelt hij op een akoestische, speciaal voor hem gebouwde basgitaar. Hij is oprichter van ImproArt Studio en organisator van het Laboratory of Intiution. Als jazz- en improvisatiemuzikant trad hij overal in Europa op, alsook in China, Zuid-Korea en Israël.
Mazur heeft samengewerkt met o.m. Lisa Ullén, Frederic Blondy, Charlotta Hug, Raymond Strid, Keir Neuringer, Zsolt Sores, Francois Carrier, Michael Lambert, Agustí Fernández en Attila Dóra. Hij treedt regelmatig op met het trio Ensemble 56, een duo met Neuringer en een kwartet met o.a. Artur Majewski en Neuringer. Zijn discografie telt meer dan twintig albums.